# Johannes Heggland
Johannes Heggland (29. juni 1919 - 24. januar 2008) var en norsk forfatter og politiker. Han skrev romaner, noveller og børnebøger, samt skuespil. Han er mest berømt for sine to historiske skuespil Mostraspelet og Håkonarspelet – Kongen med gullhjelmen.
Han var formand for Den Norske Forfatterforening fra 1982-1985.
Han var medlem af Senterpartiet. Han sad som borgmester i Tysnes fra 1956 til 1959 og igen fra 1968 til 1971. Han var desuden vararepresentant (ikke rigtig medlem) for partiet i Stortinget fra 1958–1961.